# Ailuridae
Los ailúridos (Ailuridae) son una familia de mamíferos del orden Carnivora. La familia incluye al panda rojo y otros géneros extintos.

## Especies fósiles
Además de Ailurus, la familia Ailuridae incluye ocho géneros extintos, muchos de los cuales fueron clasificados en dos subfamilias, Ailurinae y Simocyoninae.
- Familia Ailuridae
  - Género Amphictis (†)
  - Género Protursus (†)
  - Subfamilia Ailurinae
    - Género Ailurus
    - Género Magerictis (†)
    - Género Parailurus (†)
    - Género Pristinailurus (†)

  - Subfamilia Simocyoninae (†)
    - Género Actiocyon (†)
    - Género Alopecocyon (†)
    - Género Simocyon (†)